# Mobile Suit Gundam 0080: War in the Pocket
Mobile Suit Gundam 0080: War in the Pocket (яп. 機動戦士ガンダム0080 ポケットの中の戦争 кидо: сэнси гандаму 0080 покэтто но нака но сэнсо:, «Мобильный доспех Гандам 0080: Карманная война») — японское научно-фантастическое аниме 1989 года, выпущенное студией Sunrise в формате OVA; часть серии Gundam и первый из подобных OVA-сериалов. Режиссёром сериала впервые стал не Ёсиюки Томино, а другой аниматор — Фумихико Такаяма. Аниме было выпущено в честь десятилетия оригинального сериала Mobile Suit Gundam. Дизайн мобильных доспехов был обновлен. Как и предполагает название «Карманная война», сюжет данной работы фокусируется на более личной истории — приключениях десятилетнего мальчика в период Однолетней войны Вселенского века.

## Сюжет
Действие начинается в 0079 год Вселенского века. Разведка Зиона выяснила, что на базе Федерации Земли в Арктике разрабатывают новый прототип мобильного доспеха Гандама. Элитные пилоты Зиона посланы уничтожить прототип, но прежде чем они могут выполнить свою миссию, Гандам запускают в космос. Он появляется в колонии Федерации Сторона 6. Зион организует тайную операцию по уничтожению Гандама, однако команда, включающая молодого новобранца Бернарда Вайзмана, терпит неудачу. Все погибают, за исключением самого Бернарда. После аварии в мобильном доспехе, Бернарду удается подружиться с мальчиком Альфредом Идзурухой, который обожает всё, связанное с войной, и восхищается пилотами мобильных доспехов.

## Роли озвучивали
- Дайсукэ Намикава — Альфред Идзуруха
- Кодзи Цудзитани — Бернард Вайзман (Берни)
- Мэгуми Хаясибара — Кристина Маккензи (Крис)
- Кэн Судзуки — Телькотт
- Томоко Маруо — Чей
- Конами Ёсида — Дороти
- Ёсукэ Акимото — Штейнер Харди
- Бин Симада — Габриэль Рамирес Гарсия
- Ю Симака — Михаил Каминский (Миша)
- Мицуаки Хосино — Энди Штраус
- Дзюн Хадзуми — Эмс Идзуруха (отец Альфреда)
- Ай Орикаса — Митико Идзуруха (мать Альфреда)